# Tatyana Biryulina
Tatyana Biryulina (née le 16 juillet 1955 à Tachkent) est une athlète ouzbèke, spécialiste du lancer du javelot.

## Biographie
Le 12 juillet 1980, à Podolsk, Tatyana Biryulina améliore le record du monde du lancer du javelot en établissant la marque de 70,08 m, devenant la première athlète féminine à effectuer un lancer au-delà des 70 mètres. Ce record est battu en 1981 par la Bulgare Antoaneta Todorova.
Concourant sous les couleurs de l'URSS, elle se classe sixième des Jeux olympiques de 1980.